# Gino Mäder
Gino Mäder (Flawil, Sankt Gallen kanton, 1997. január 4. – Chur, 2023. június 16.) svájci profi országúti kerékpárversenyző. A Team Bahrain Victorious volt pályafutása utolsó csapata, melynek színeiben hazája körversenyén, a Tour de Suisse ötödik szakaszán szenvedett balesetet. Az ott szerzett sérülései következtében másnap életét vesztette.

## Pályafutása
Karrierjét krossz- és pályakerékpárosként kezdte. 2018-ban akkor hívta fel magára a figyelmet, amikor negyedik lett az U23-as országúti világbajnokság mezőnyversenyén Innsbruckban. Ugyanebben az évben a kínai Hajnan körversenyén szakaszt nyert Svájc színeiben.
Felnőtt országúti karrierje első egyesülete a Team Dimension Data volt 2019-ben, ahol többek között a sprinternagyság Mark Cavendish csapattársa volt. 2020-ban a Covid-19 miatt őszre csúszó Vueltán negyedik helyen zárt a fiatalok pontversenyében, legelső háromhetesén, bezsebelve egy szakasz-második helyet a királyetapon az NTT csapatában.
2021-re a hegyimenő Mädert leigazolta a Bahrain Victorious. Áprilisban ötven méteren múlt, hogy egy 16,3 kilométeres hegyen megszerezze első felnőtt profi győzelmét klubcsapatban, de korán ünnepelt, és Primož Roglič megelőzte őt a Párizs–Nizza hetedik szakaszán. Egy hónappal később, május 13-án a 2021-es Giro d’Italia hatodik szakaszát már megnyerte Ascoli Picenóba érve egy 151 kilométeres szökés végén, éppen azt, amelyen Valter Attila – első magyarként a háromhetes kerékpárversenyek történetében – átvette a vezetést összetettben, így magára ölthette a rózsaszín trikót. Mäder azt nyilatkozta a verseny után:
Átment az agyamon öt kilométerrel a vége előtt, hogy én ezt megnyerhetem, de annyira nem hittem magamban. Aztán eggyel a vége előtt amiatt aggódtam, hogy hasonlóan alakul a szakasz, mint a Párizs-Nizzán, ahol nem voltak elég erősek a lábaim. Aztán száz méternél mégis elhittem, hogy ez meglehet, tíznél meg már biztos voltam benne. Rágondoltam megint a Párizs-Nizzára, és tudtam, hogy nyomni kell kegyetlenül a célvonalig, ahogy a csövön kifér."
Ugyanebben az évben otthon a Svájci Körversenyen harmadik lett a hegyi időfutamon és megnyerte a szintén Andermattba tartó, kiemelt és első kategóriás hegyeket tartalmazó királyszakaszt. Ezzel ugyan csak 27.-ként zárt összetettben, de az összes többi trikós értékelésben (pontverseny, hegyi pontverseny, U25 kategória) a legjobb hat között végzett. 

Ősszel Mäder második Vueltáján hazavihette a legjobb fiatalnak járó fehér trikót, miközben 4529 eurót gyűjtött össze egy Afrika kivágott erdeinek újrafásítását célzó alapítványnak, a holland Just Diggit-nek. Az alapítványt a közösségi médiában neki küldött javaslatok közül választotta ki. Mäder azt vállalta, hogy minden versenyző után tíz eurót adományoz, aki mögötte zár összetettben – nagy meglepetésre ötödik lett a spanyol háromhetesen –, és minden szakasz után további egyet-egyet fejenként. A környezetvédelmi szerepvállalás svájci, gleccser-menti származása mellett önigazolásként is fontos volt számára, hogy a csapatba nem a bahreini olajmonarchia támogatása miatt igazolt, hanem mert nem volt más lehetősége folytatni a karrierjét:
"Meg kellett győznöm magam. Oké, hogy ez egy lehetőség, de mégiscsak Bahrein. [...] Nem nevezheted még csak vállalatnak sem – kit támogatok én, a sejket, a koronaherceget, őfelségét, a monarchát?
Személy szerint szeretek jót tenni ennek a világnak, és fel kellett tennem a kérdést, hogy ez most tulajdonképpen jó? Fogalmam sincs. Gondolnod kell arra kerékpárversenyzőként, milyen képet festesz magadról, mert végső soron ez ennek a sportnak a lényege. Körbeutazzuk a világot terjesztve egyfajta küldetéstudatot. Mi a sportolók nem tudjuk ebben kisebbíteni a saját szerepünket. [...]

Nagyon hálás vagyok a lehetőségért a pandémia sújtotta idényben, amikor a Bahrain volt az egyetlen opcióm. Boldog vagyok a légkör és az azóta elért fejlődésem miatt is." 
2022-ben ugyancsak elindult a Vueltán, ahol 538 kilométert töltött szökésben. A szintén Svájcban rendezett, hetvenötödik Tour de Romandie záróidőfutamán harmadik lett, 2004 óta az első hazaiként, aki dobogóra állhatott a versenyen. Ez az eredmény összetettben is a második pozícióba emelte.

## Halála
Gino Mäder a Svájci Körverseny (Tour de Suisse) ötödik, Fieschből La Puntba tartó, 211 kilométeres szakaszának utolsó emelkedőjét, az Albulapasst követő lejtmenetben, közel száz kilométer per órás sebességgel tért le az útról, Magnus Sheffieldhez, az Ineos Grenadiers amerikai versenyzőjéhez hasonlóan. Mindketten ugyanabba a szakadékba estek. Perceken belül az eset helyszínére ért a mezőnnyel haladó neutrál orvos, aki mozdulatlanul a vízben fekve találta meg Mädert, akit a helyszínen újraélesztettek. Ezután a churi kórházba szállították, ahol életmentő műtétet hajtottak végre rajta. Másnap délelőtt a kórházban a 26 éves kerékpáros életét vesztette. 
A Svájci Körverseny rendezői a – földcsuszamlások miatt már korábban rövidített – hatodik szakaszt neutralizálták, a résztvevők, élen a Bahrain csapattagjaival, húsz kilométert tekertek Gino Mäder emlékének ajánlva, aki a verseny történetének a második halálos áldozata. Az esti órákban a szervezők továbbá bejelentették, hogy a családdal egyeztetve folytatják a versenyt, ugyanakkor a hetedik etap utáni összetett állást az Ottenbergen, a cél előtt 18,8 kilométerrel határozzák meg.